# Nanos fusconitens
Nanos fusconitens är en skalbaggsart som beskrevs av Leon Fairmaire 1899. Nanos fusconitens ingår i släktet Nanos och familjen bladhorningar. Inga underarter finns listade i Catalogue of Life.